# امیرمحمد
امیرمحمد مرکب از دو نام امیر و محمد، از نام‌های مردانه است. برخی افراد با این نام عبارتند از:
- امیرمحمد قاسمی‌زاده
- امیرمحمد صمصامی صداپیشه و دوبلور
- امیرمحمد مظلوم بازیکن فوتبال
- امیرمحمد زند بازیگر ایرانی
- امیرمحمد متقیان مجری برنام‌های کودک در سیمای جمهوری اسلامی ایران